# 李基文
李基文（韓語：이기문，1930年10月23日—2020年2月19日），男，平安北道定州人，韩国语言学家。

## 生平
1930年10月23日出生于平安北道定州郡，是李基白（1924年－2004年）的弟弟。1953年毕业于首尔大学国文科。后入该校大学院专攻国语学。1959年开始历任首尔大学助教、讲师、副教授、教授。1982年当选大韩民国学术院院士。曾任韩国语言学会会长（1978年－1980年）、韩国国语学会会长（1988年－1990年）、韩国阿尔泰学会会长（1990年－1998年）、日本东京大学文学系朝鲜文化研究客座教授（1993年－1994年）。1996年2月退休，成为名誉教授。1998年获福冈亚洲文化奖大奖。出版有《国语史概说》《国语音韵史研究》《国语词汇史研究》《韩国语形成史》《训蒙字会研究》《俗谈词典》等专著。力主韩国语归属阿尔泰语系学说，认为韩国语原始祖语最早从阿尔泰原始祖语分化，因此和其后的阿尔泰诸语关系疏远。2020年2月19日逝世，终年89岁。